# Leucauge argentea
Leucauge argentea este o specie de păianjeni din genul Leucauge, familia Tetragnathidae. A fost descrisă pentru prima dată de Keyserling, 1865. Conform Catalogue of Life specia Leucauge argentea nu are subspecii cunoscute.